# Ecolo
Ecolo (Écologistes Confédérés pour l'Organisation de Luttes Originales) er et grønt parti i de fransk- og tysk talende dele af Belgien. 
Partiet blev stiftet i 1982 under navnet AGALEV. Det inspireret af Luc Versteylen. Partiet har gode forbindelser til Groen!, der er det grønne parti i den nederlandsk talende del af landet. Ecolo er medlem af Det europæiske grønne parti og Global Greens. 
| Politisk parti | Spire Denne artikel om et politisk parti eller gruppe er en spire som bør udbygges. Du er velkommen til at hjælpe Wikipedia ved at udvide den. |